# Нааран (футболист)
Нааран Лукас Тейшейра Феррейра дос Сантос (порт.-браз. Naarã Lucas Teixeira Ferreira dos Santos); более известный, как Нааран (порт.-браз. Naarã; род. 12 января 2008) — бразильский футболист, защитник клуба «Флуминенсе».

## Клубная карьера
Нааран — воспитанник клуба «Флуминенсе». 

## Международная карьера
В 2025 году Нааран в составе юношеской сборной Бразилии принял участие в молодёжном чемпионате Южной Америки в Колумбии. На турнире он сыграл в матчах против команд Боливии, Венесуэлы и Эквадора.

## Достижения
Международные
 Бразилия (до 17)
- Победитель юношеского чемпионата Южной Америки — 2025